# Dongnae-gu
Dongnae-gu (koreanska: 동래구) är ett av de 15 stadsdistrikten (gu) i staden Busan i sydöstra Sydkorea, 300 km sydost om huvudstaden Seoul.

## Administrativ indelning
Dongnae-gu består av 13 stadsdelar (dong).

- Allak 1-dong
- Allak 2-dong
- Boksan-dong
- Myeongjang 1-dong
- Myeongjang 2-dong
- Myeongnyun-dong
- Oncheon 1-dong
- Oncheon 2-dong
- Oncheon 3-dong
- Sajik 1-dong
- Sajik 2-dong
- Sajik 3-dong
- Sumin-dong